# NGC 4247
NGC 4247 este o hi (21cm) source⁠(d) situată în constelația Fecioara. A fost descoperită în 25 februarie 1868 de către George Mary Searle⁠(d). Se află la o distanță de 62,31 de megaparseci de Pământ.